# 659
659 (DCLIX) fue un año común comenzado en martes del calendario juliano, en vigor en aquella fecha.

## Acontecimientos
- El emperador bizantino Constante II firma un tratado de paz con el Califato ortodoxo.

## Nacimientos
- Egilona, última reina visigoda de Hispania.

## Fallecimientos
- Gertrudis de Nivelles, religiosa franca.